# ایوان آبرامسون
ایوان آبرامسون (انگلیسی: Ivan Abramson؛ ۱۸۶۹ – ۱۵ سپتامبر ۱۹۳۴) کارگردان، فیلم‌نامه‌نویس و تهیه‌کننده فیلم‌های صامت اهل ایالات متحده آمریکا در دهه‌های ۱۹۱۰ و ۱۹۲۰ میلادی بود. او با ویلیام راندولف هرست «شرکت فیلم گرافیک» (GFC) را بنیان نهاد.
از فیلم‌هایی که وی در آن‌ها نقش داشته‌است، می‌توان به کودکی برای فروش اشاره نمود.